# Molí d'oli (Almatret)
El Molí d'oli és una obra d'Almatret (Segrià) inclosa a l'Inventari del Patrimoni Arquitectònic de Catalunya.

## Descripció
El conjunt inclou l'edifici del molí d'oli amb els seus elements interiors, que encara es conserven. També es pot veure el pou adjacent i un altre pou d'aigua que també hi ha a la finca.
Les construccions són a partir de roques; en el cas del molí els paraments deixen veure carreus irregulars.
El seu estat de conservació és dolent; pràcticament la meitat de la seva superfície està coberta per vegetació.